# Słońsk
Słońsk (en alemán: Sonnenburg) Antiguo pueblo alemán hoy parte de Polonia donde se localizó un campo de concentración nazi. Situada en el condado de Sulęcin, Voivodato de Lebus en el oeste de Polonia. Limita la población con Parque Nacional de Ujście Warty.

## Historia
Antes del fin de la Segunda Guerra Mundial era la sede de la Orden de San Juan del Bailiazgo de Brandeburgo, aunque actualmente el castillo de la Orden está en ruinas. Esta ciudad desde 1808 tuvo privilegios hasta 1947. Se encuentra a unos 25 kilómetros (16 millas) al norte-oeste de Sulęcin y 36 km (22 millas) al suroeste de Gorzow Wielkopolski.
- Datos: Q1012582
- Multimedia: Słońsk / Q1012582